# Jeanine Maes
Jeanine Maes est la première femme lesbienne à avoir révélé publiquement son homosexualité à la télévision au Québec,. 
Née en 1940 en Belgique, Jeanine Maes, part vivre au Québec en 1960 avec son mari, alors qu'elle a 20 ans. Elle découvre son amour pour les femmes deux ans plus tard en 1962,, à ce même moment, son mari l'a fait interner 5 mois.
En 1968, elle participe à l'émission Dossier, animé par Bernard Derome à Radio-Canada,,, où elle se dit ouvertement lesbienne, l'émission est diffusée le 25 novembre 1968,. Deux semaines après la diffusion de l'émission, elle est poursuivie, emprisonnée et internée à l’asile Saint-Jean-de-Dieu pour guérir son homosexualité,. Elle sera également privée de voir sa fille pendant 15 ans,. 
En 2016, elle publie un ouvrage autobiographique intitulé À l’autre bout de ma vie.